# Helmut Bauer
Helmut Bauer (ur. 18 marca 1933 w Schimborn, zm. 5 października 2024 w Würzburgu) – niemiecki duchowny rzymskokatolicki, w latach 1988-2008 biskup pomocniczy Würzburga. 

## Życiorys
Święcenia kapłańskie przyjął 21 lipca 1957 w diecezji Würzburga. Udzielił ich mu Aloisius Muench, ówczesny nuncjusz apostolski w Niemczech, późniejszy kardynał. 11 lipca 1988 papież Jan Paweł II mianował go biskupem pomocniczym macierzystej diecezji i nadał mu stolicę tytularną Velefi. Sakry udzielił mu 14 października 1988 ówczesny biskup diecezjalny Würzburga Paul-Werner Scheele. 18 marca 2008 osiągnął biskupi wiek emerytalny (75 lat) i tego samego dnia został biskupem seniorem diecezji. 